# 新界鄉議局
新界鄉議局（英語：Heung Yee Kuk New Territories），簡稱鄉議局，是香港新界700條原居民鄉村的法定諮詢組織，於1926年成立。現時分為三約及二十七鄉鄉事委員會。該局的職能，受到1959年12月11日通過的《香港法例》第1097章《鄉議局條例》所確立，亦與《香港基本法》第40條有關。

## 主要職責
- 促進新界居民之間的合作及了解；
- 作為香港政府與新界居民的溝通橋樑；
- 就新界的社會及經濟發展向香港政府提供意見；
- 鼓勵遵守新界居民的傳統風俗和習慣；
- 執行香港行政長官邀請的職能。

## 歷史
鄉議局的前身為「新界農工商業研究總會」，由荃灣鄉紳楊國瑞、粉嶺鄉紳李仲莊及元朗鄉紳鄧煒堂於1923年發起，對政府擬推行之建屋補價政策提出反對，最終迫使政府終止有關政策。
1926年當時香港總督金文泰為改善政府與原居民的關係，飭令「新界農工商業研究總會」改組為鄉議局，並賦予更多權力，成立初期連一般民事案件也會交由鄉議局辦理。1959年12月11日香港法例第1097章《鄉議局條例》實施，鄉議局也成為香港法定機構之一，與當時的新界民政署保持密切聯繫。
雖然隨後區議會及區域市政局先後成立，作為地區性事務的諮詢及管理議會機構，但鄉議局至今仍然有一定的地位，並分別於香港區議會及香港立法會擁有當然議席及功能界別議席，參見香港選舉及鄉議局功能界別條目。

## 局徽

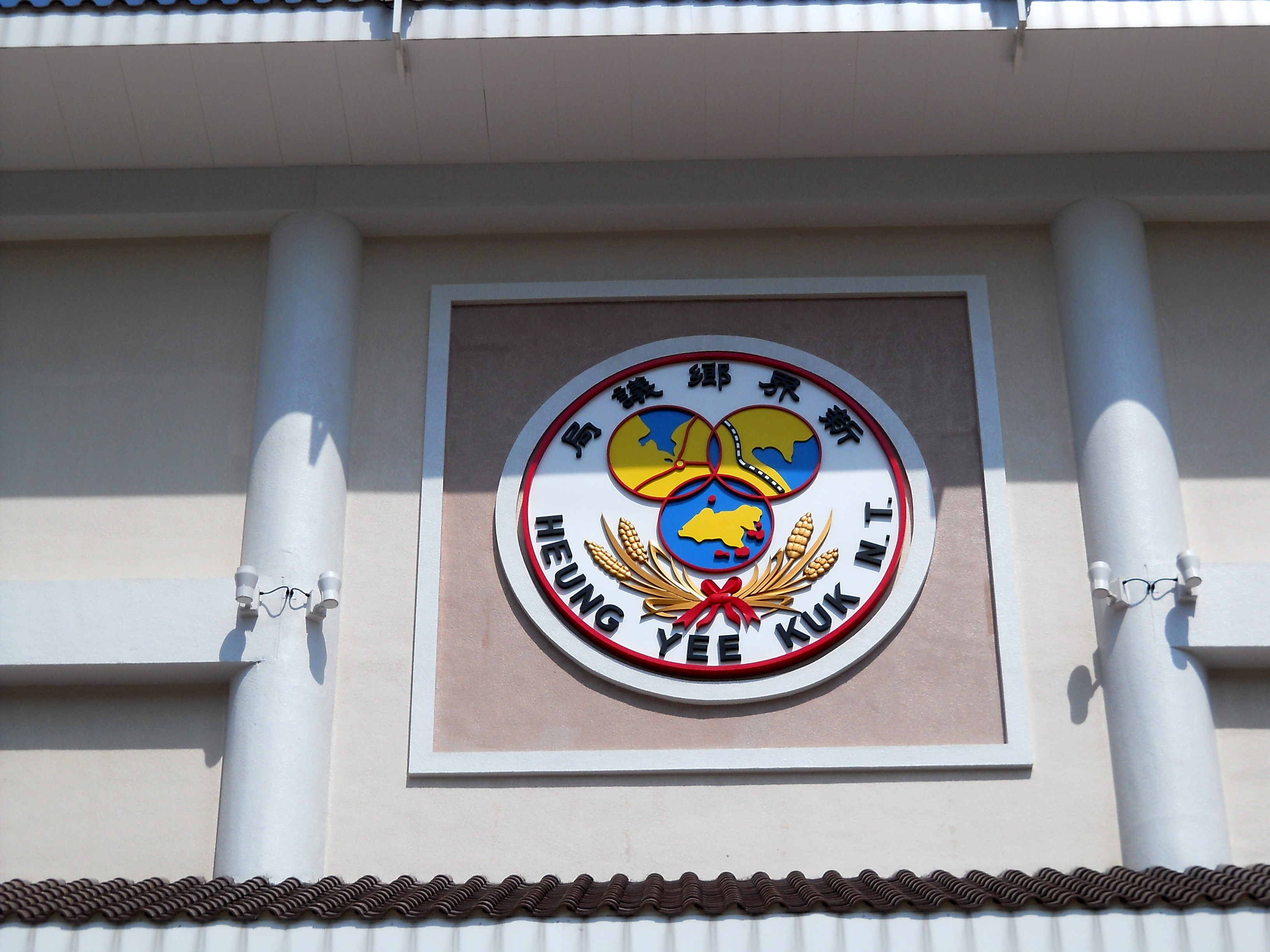
鄉議局大樓正立面上的局徽

新界鄉議局是在第十六屆第十八次常務會議從多個草圖經過商討後，決定採用現時的局徽設計，但因配色意見不一，延至第十七屆第二次常務會議才通過設計，一直沿用至今。
局徽最外的圓圈表示「新界居民之團結象徵，新界鄉議局是新界民意的最高機構」，圓圈內上方有弧形中文隸書局名「新界鄉議局」，下方亦有弧形英文局名「HEUNG YEE KUK N.T.」，上方有三個互相重疊成倒「品」字形的小圓圈，右上方小圓圈代表大埔區，圈內是該區地形，貫穿其中的是九廣鐵路；左上方的小圓圈代表元朗區，圈內是該區地形，青山公路穿越全區；下方小圓圈代表南約區，圈內是該區地形，除島嶼外，是一片海洋，三圈相連「代表新界之三大區之緊密團結，互相依存之象徵」；三個小圓圈之下是繫以紅色綢帶的金色對稱稻穗，代表新界社會是以農業經濟為主體。

## 局址

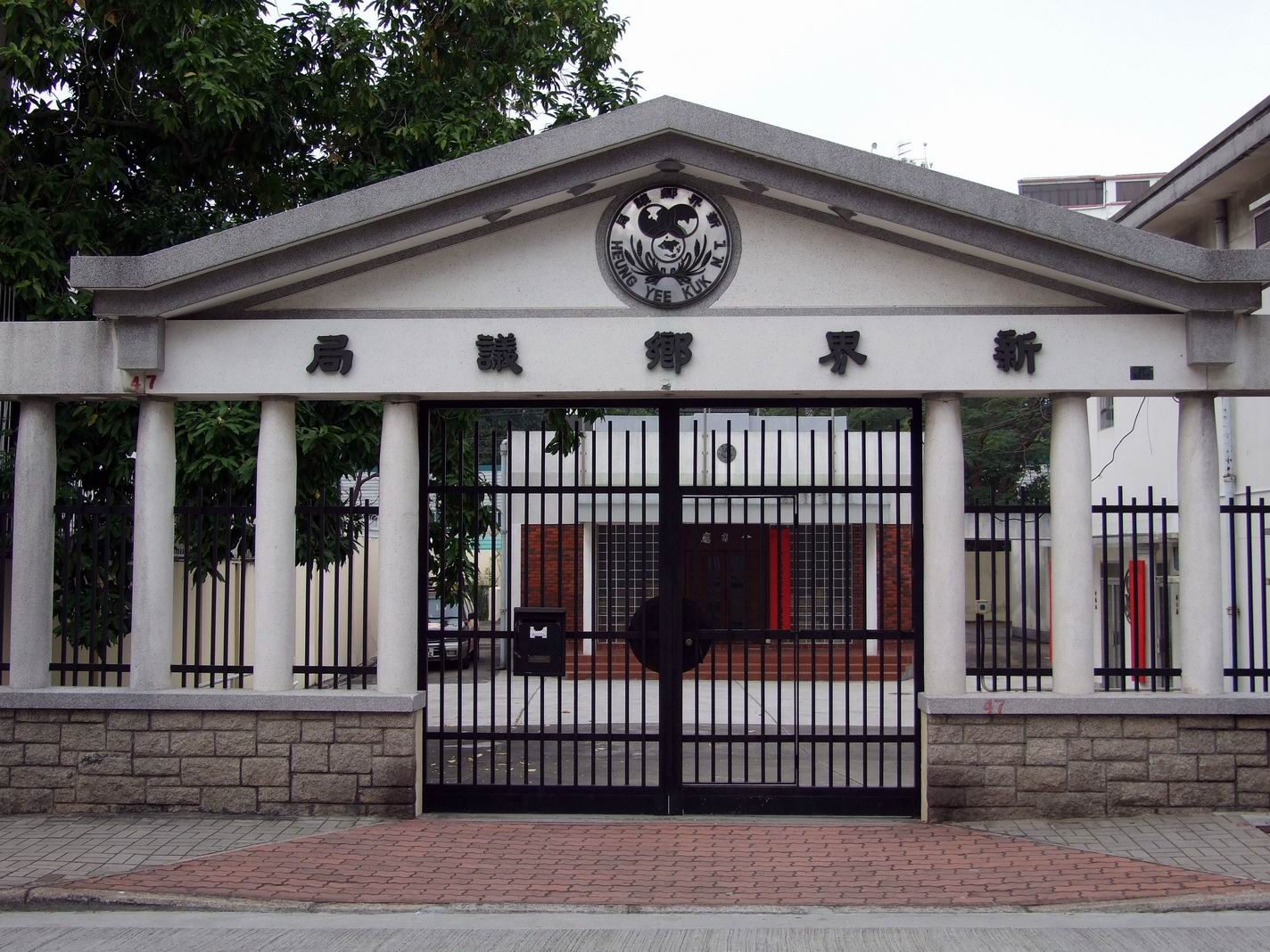
鄉議局金巴倫道舊址

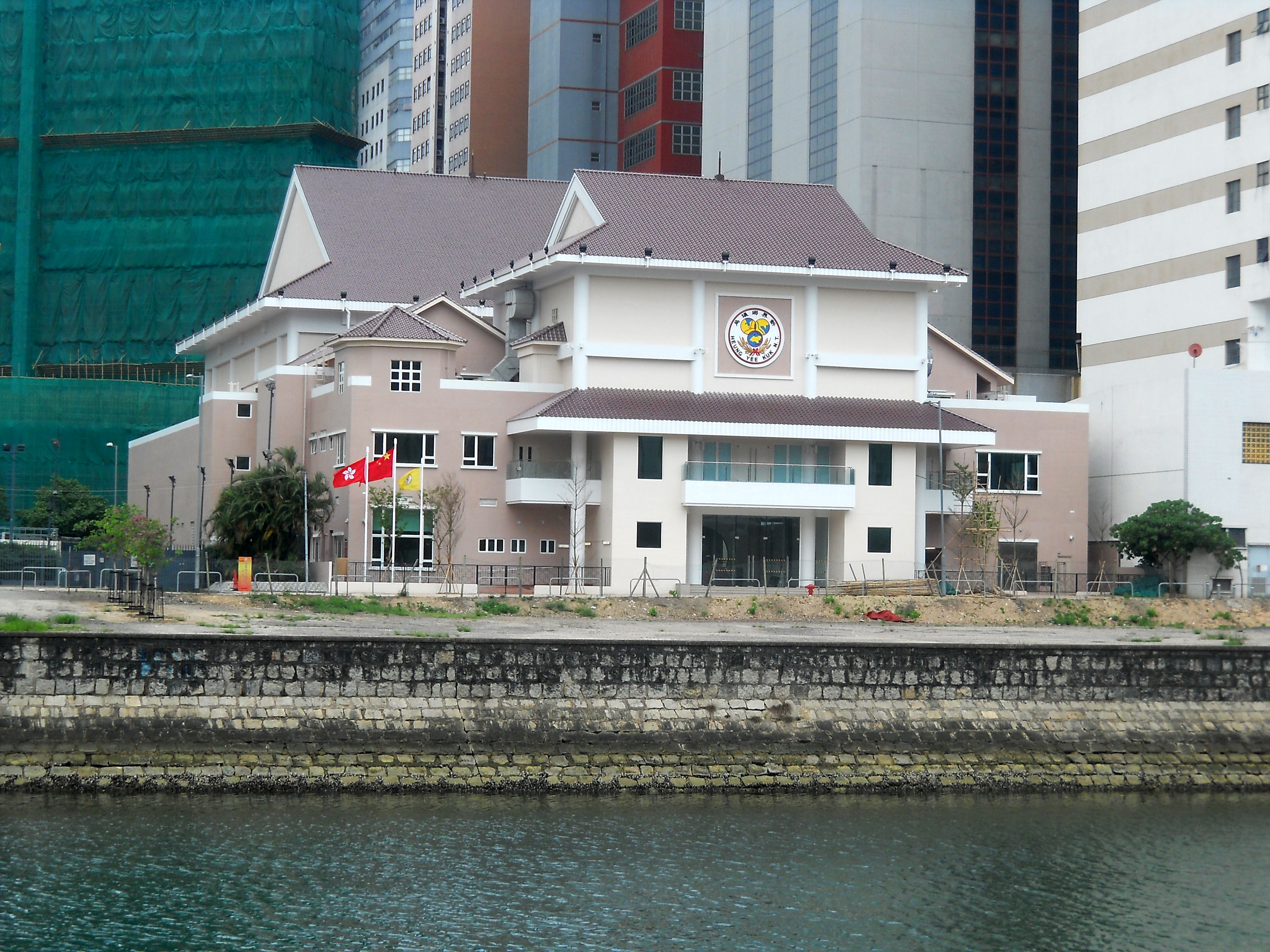
新界鄉議局大樓

新界鄉議局前身農工商會於1926年5月3日以9,000港元向商人俞宏波購入大埔墟崇德街地皮，面積1,980平方呎，並於1926年建成第一代局址，樓高兩層，部份用作崇德高初小學。
直到1970年代，新界鄉議局不斷擴大後地方不敷應用，遂於九龍油麻地北海街增設辦公室以處理日常行政事務，但不少特別委員會的會議需要到酒樓開會，於第廿一屆成立「籌建大會堂委員會」（其後更名「籌建大廈委員會」），並於1974年7月10日的會員大會通過在界限街以北、沙田隧道以南興建新局址的決議。1975年5月委員會選定九龍塘金巴倫道面積12,975平方呎地皮作為新局址，為大埔舊局址的六倍，地價連建築費合共200萬港元，由新界鄉議局全資購入，並獲新界民政署資助5萬元。建築工程分兩期進行，首期以6個月將地皮上的原有建築物改裝為辦公及會議大樓，並加建門樓；第二期工程於次年完成，在辦公及會議大樓後方新建一座可容300人的大禮堂。
運作達30年後金巴倫道局址亦逐漸不敷應用，2004年新界鄉議局提議於沙田石門市地段547段（沙田城門河畔小瀝源安睦街地段）興建新局址，行政長官會同行政會議於2005年11月1日通過私人協約方式（Private Treaty Grant），以象徵式1,000港元地價撥出估值約3億元面積約38,167平方呎的原商貿用地皮，用地為期50年，每年收取應課差餉租值的3%作為地租。鄉議局成立籌建新局址專責小組，新局址採用南中國鄉僑大宅作為設計模式，以「維護傳統，走向未來」為主題，樓高三層，樓面面積超過10萬平方呎，內部將有粵劇館、多功能禮堂、展覽館、圖書館、活動室和新界文物館等設施，弘揚華夏文化藝術，維繫新界氏族文化精神。2006年11月16日舉行動土典禮，2009年1月16日舉行新廈興工及奠基儀式，2010年8月5日舉行上樑典禮，2011年4月2日新界鄉議局大樓舉行入伙儀式。
大樓建築工程費原本預計約8,300萬港元，但因材料價格上升及提升設計質素後，有關工程超支至1億多元，加上金融海嘯，一度令新界鄉議局資金緊絀，曾考慮出售金巴倫道局址，籌措資金興建新大樓。新界鄉議局於2005年2月開始進行進行本地籌款工作，動員1,500名村代表連續四年，每季每人捐出1,000元村代表金資助新大樓的建造費，又四出舉辦籌款活動，城中富豪、鄉親、團體等大力支持，另得香港賽馬會透過其慈善信託基金撥款近4,200萬港元資助，才使財政壓力大減。新界鄉議局並成立「新局廈籌建委員會海外籌款委員會」，於2005年6月組織訪歐團，向散居英國、荷蘭、比利時、德國各地的新界原居民籌集資金，翌年又邀請「鳴芝聲劇團」在倫敦、曼徹斯特和格拉斯哥三地巡迴演出，並再派出代表團訪歐。經過多方努力，才籌募足夠資金完成新大樓的建築工程。

## 組成

### 鄉議局議員大會
鄉議局由屬下的27個地區鄉事委員會所組成。每個鄉事委員會屬下有多條鄉村，而鄉委會主席由村代表選舉產生。27個鄉委會分別屬於三約：大埔約、元朗約及南約。
鄉議局議員大會由當然議員、特別議員及增選議員組成。
當然議員由各鄉事委員會的正副主席及新界太平紳士擔任；而特別議員則由各區（大埔約、元朗約及南約）當然議員從鄉郊代表或從民政事務局局長所批准的其他人之中選出，三約各7人，共21人；另有最多15名來自非鄉事委員會委員的增選議員。

### 第三十六屆鄉議局

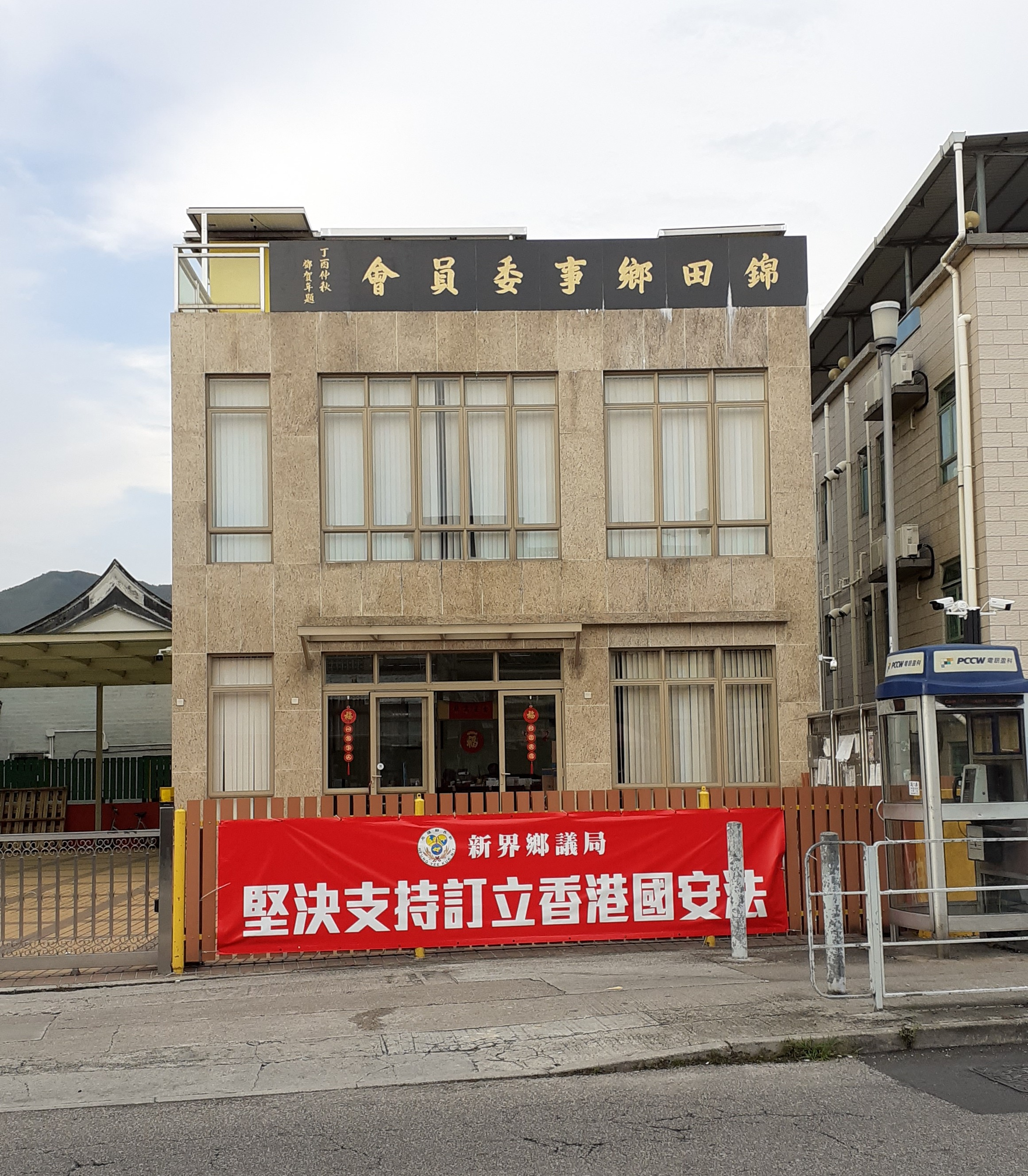
新界鄉議局在錦田鄉事委員會前懸掛支持港區國安法的橫額（攝於2020年9月）

第三十六屆鄉議局主席是劉業強（元朗約），兩位副主席分別是林偉強（南約）及莫錦貴（大埔約）。
| 鄉議局 分區 | 行政區別 | 鄉 別                | 主 席  | 首副主席 | 副主席 |
| ----------- | -------- | -------------------- | ------ | -------- | ------ |
| 元朗約      | 屯門區   | 屯門鄉事委員會       | 劉業強 | 曾展雄   | 陶錫源 |
| 元朗約      | 元朗區   | 厦村鄉鄉事委員會     | 鄧善恒 | 鄧焯倫   | 鄧永傑 |
| 元朗約      | 元朗區   | 屏山鄉鄉事委員會     | 鄧志強 | 林權     | 黃國榮 |
| 元朗約      | 元朗區   | 十八鄉鄉事委員會     | 程振明 | 梁智峯   | 林盛興 |
| 元朗約      | 元朗區   | 八鄉鄉事委員會       | 空缺   | 鄧志光   | 黎永添 |
| 元朗約      | 元朗區   | 錦田鄉事委員會       | 鄧賀年 | 鄧國豐   | 鄧霆鈞 |
| 元朗約      | 元朗區   | 新田鄉鄉事委員會     | 文祿星 | 黎志超   | 文貴壽 |
| 大埔約      | 沙田區   | 沙田鄉事委員會       | 莫錦貴 | 李志麒   | 張子賢 |
| 大埔約      | 大埔區   | 西貢北約鄉事委員會   | 李耀斌 | 林啤     | 何志超 |
| 大埔約      | 大埔區   | 大埔鄉事委員會       | 林奕權 | 陳笑權   | 張國棟 |
| 大埔約      | 北區     | 粉嶺區鄉事委員會     | 李國鳳 | 劉永安   | 鄧志佳 |
| 大埔約      | 北區     | 上水區鄉事委員會     | 侯志強 | 侯榮光   | 廖世鴻 |
| 大埔約      | 北區     | 打鼓嶺區鄉事委員會   | 陳月明 | 張天送   | 易渭東 |
| 大埔約      | 北區     | 沙頭角區鄉事委員會   | 李冠洪 | 李炳華   | 曾玉安 |
| 南約        | 西貢區   | 西貢區鄉事委員會     | 王水生 | 張土勝   | 駱秀明 |
| 南約        | 西貢區   | 坑口鄉事委員會       | 劉啟康 | 劉運明   | 李健安 |
| 南約        | 葵青區   | 青衣鄉事委員會       | 陳志榮 | 陳碧文   | 鄧光榮 |
| 南約        | 荃灣區   | 荃灣鄉事委員會       | 邱錦平 | 傅振光   | 孫華安 |
| 南約        | 荃灣區   | 馬灣鄉事委員會       | 陳崇業 | 范樹明   | 不適用 |
| 南約        | 離島區   | 東涌鄉事委員會       | 黃秋萍 | 莫廣源   | 不適用 |
| 南約        | 離島區   | 大澳鄉事委員會       | 何紹基 | 蘇光     | 黃容根 |
| 南約        | 離島區   | 大嶼山南區鄉事委員會 | 何進輝 | 陳華國   | 何德輝 |
| 南約        | 離島區   | 梅窩鄉事委員會       | 黃文漢 | 鄒長福   | 李國強 |
| 南約        | 離島區   | 坪洲鄉事委員會       | 黃漢權 | 李文安   | 曾紀洲 |
| 南約        | 離島區   | 長洲鄉事委員會       | 吳文傑 | 孔憲禮   | 黃輝民 |
| 南約        | 離島區   | 南丫島南段鄉事委員會 | 周玉堂 | 胡國光   | 不適用 |
| 南約        | 離島區   | 南丫島北段鄉事委員會 | 溫揚堅 | 曾啟南   | 不適用 |

資料來源：2023至2027年度鄉事委員會執行委員會名單（页面存档备份，存于）

## 歷任首長

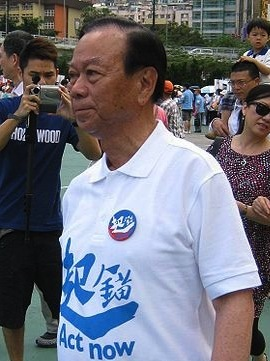
劉皇發在1980年至2015年擔任主席

鄉議局的首長是鄉議局主席（第9屆及以前稱「局長」），由選舉產生。
| 屆數           | 任期        | 名稱   | 來自 | 分區   | 備註                                       |
| -------------- | ----------- | ------ | ---- | ------ | ------------------------------------------ |
| 第一屆         | 1926-1928年 | 李仲莊 | 粉嶺 | 大埔約 | 首任局長                                   |
| 第二屆         | 1928-1930年 | 彭樂三 | 粉嶺 | 大埔約 |                                            |
| 第三屆         | 1930-1932年 | 彭樂三 | 粉嶺 | 大埔約 |                                            |
| 第四屆         | 1932-1934年 | 鄧煒堂 | 錦田 | 元朗約 |                                            |
| 第五屆         | 1934-1936年 | 彭樂三 | 粉嶺 | 大埔約 |                                            |
| 第六屆         | 1936-1938年 | 鄧勳臣 | 大埔 | 大埔約 |                                            |
| 第七屆         | 1938-1940年 | 鄧勳臣 | 大埔 | 大埔約 |                                            |
| 第八屆         | 1940-1941年 | 李渭鎏 | 八鄉 | 元朗約 |                                            |
| 第二次世界大戰 |             |        |      |        |                                            |
| 第九屆         | 1947年      | 彭樂三 | 粉嶺 | 大埔約 | 復局後首任局長，同年病逝                   |
| 第十屆         | 1947-1952年 | 陳永安 | 荃灣 | 南約   | 以副局長身份接任至1952年                   |
| 第十一屆       | 1952-1954年 | 黃炳英 | 上水 | 大埔約 |                                            |
| 第十二屆       | 1954-1955年 | 黃炳英 | 上水 | 大埔約 | 1955年12月病逝                             |
| 第十二屆       | 1955-1957年 | 何傳耀 | 荃灣 | 南約   | 以副主席身份暫代至1957年                   |
| 第十三屆       | 1957-1959年 | 鄧乾新 | 錦田 | 元朗約 | 鄉議局分裂，身份不獲政府承認，於1959年辭職 |
| 第十四屆       | 1960-1962年 | 何傳耀 | 荃灣 | 南約   |                                            |
| 第十五屆       | 1962-1964年 | 陳日新 | 屯門 | 元朗約 |                                            |
| 第十六屆       | 1964-1966年 | 張人龍 | 上水 | 大埔約 |                                            |
| 第十七屆       | 1966-1968年 | 彭富華 | 粉嶺 | 大埔約 |                                            |
| 第十八屆       | 1968-1970年 | 陳日新 | 屯門 | 元朗約 |                                            |
| 第十九屆       | 1970-1972年 | 陳日新 | 屯門 | 元朗約 |                                            |
| 第二十屆       | 1972-1974年 | 陳日新 | 屯門 | 元朗約 |                                            |
| 第二十一屆     | 1974-1976年 | 陳日新 | 屯門 | 元朗約 |                                            |
| 第二十二屆     | 1976-1978年 | 陳日新 | 屯門 | 元朗約 |                                            |
| 第二十三屆     | 1978-1980年 | 黃源章 | 大埔 | 大埔約 |                                            |
| 第二十四屆     | 1980-1982年 | 劉皇發 | 屯門 | 元朗約 |                                            |
| 第二十五屆     | 1982-1985年 | 劉皇發 | 屯門 | 元朗約 | 由本屆起任期改為3年                        |
| 第二十六屆     | 1985-1988年 | 劉皇發 | 屯門 | 元朗約 |                                            |
| 第二十七屆     | 1988-1991年 | 劉皇發 | 屯門 | 元朗約 |                                            |
| 第二十八屆     | 1991-1995年 | 劉皇發 | 屯門 | 元朗約 | 由本屆起任期改為4年                        |
| 第二十九屆     | 1995-1999年 | 劉皇發 | 屯門 | 元朗約 |                                            |
| 第三十屆       | 1999-2003年 | 劉皇發 | 屯門 | 元朗約 |                                            |
| 第三十一屆     | 2003-2007年 | 劉皇發 | 屯門 | 元朗約 |                                            |
| 第三十二屆     | 2007-2011年 | 劉皇發 | 屯門 | 元朗約 |                                            |
| 第三十三屆     | 2011-2015年 | 劉皇發 | 屯門 | 元朗約 |                                            |
| 第三十四屆     | 2015-2019年 | 劉業強 | 屯門 | 元朗約 | 為24-33屆主席劉皇發長子                    |
| 第三十五屆     | 2019-2023年 | 劉業強 | 屯門 | 元朗約 | 為24-33屆主席劉皇發長子                    |
| 第三十六屆     | 2023-2027年 | 劉業強 | 屯門 | 元朗約 | 為24-33屆主席劉皇發長子                    |

## 教育
1961年鄉議局之執行委員會會議通過設立鄉議局籌建三區中學委員會。經與政府商討後，以鄉議局選舉區為單位，於元朗、大埔、南約三區各捐助建造一所中學。當時每所中學之建築費，預算約為港幣200萬元。建校委員會承擔每所百分之三十建築費。
- 1967年新界民政署長區歲樂太平紳士為新界鄉議局元朗區中學主持開幕禮。
- 1981年5月港督尤德爵士為新界鄉議局大埔區中學主持開幕禮。[8]
- 1982年9月新界鄉議局南約區中學落成啟用（于2007年结束办学）

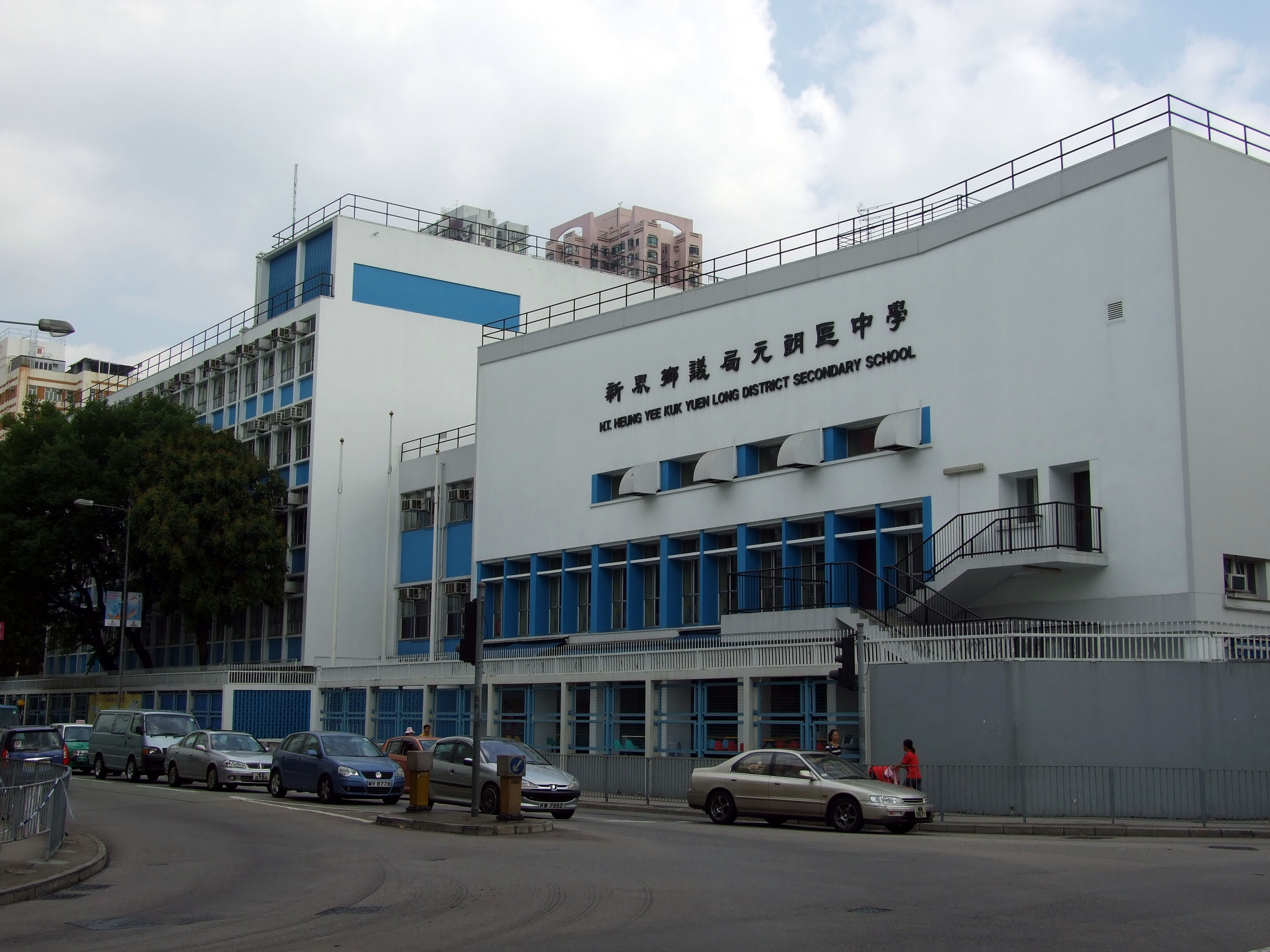
新界鄉議局元朗區中學
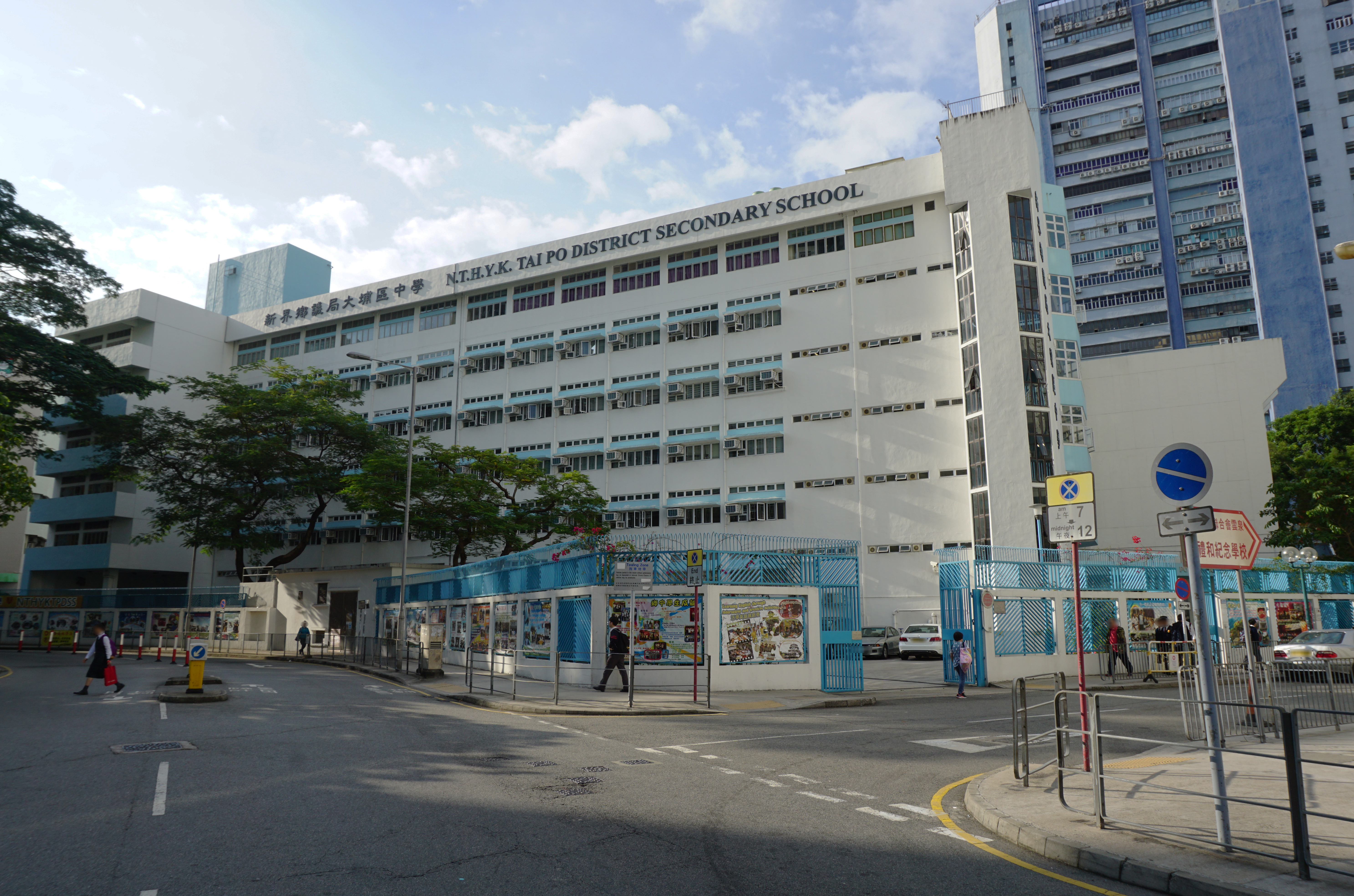
新界鄉議局大埔區中學
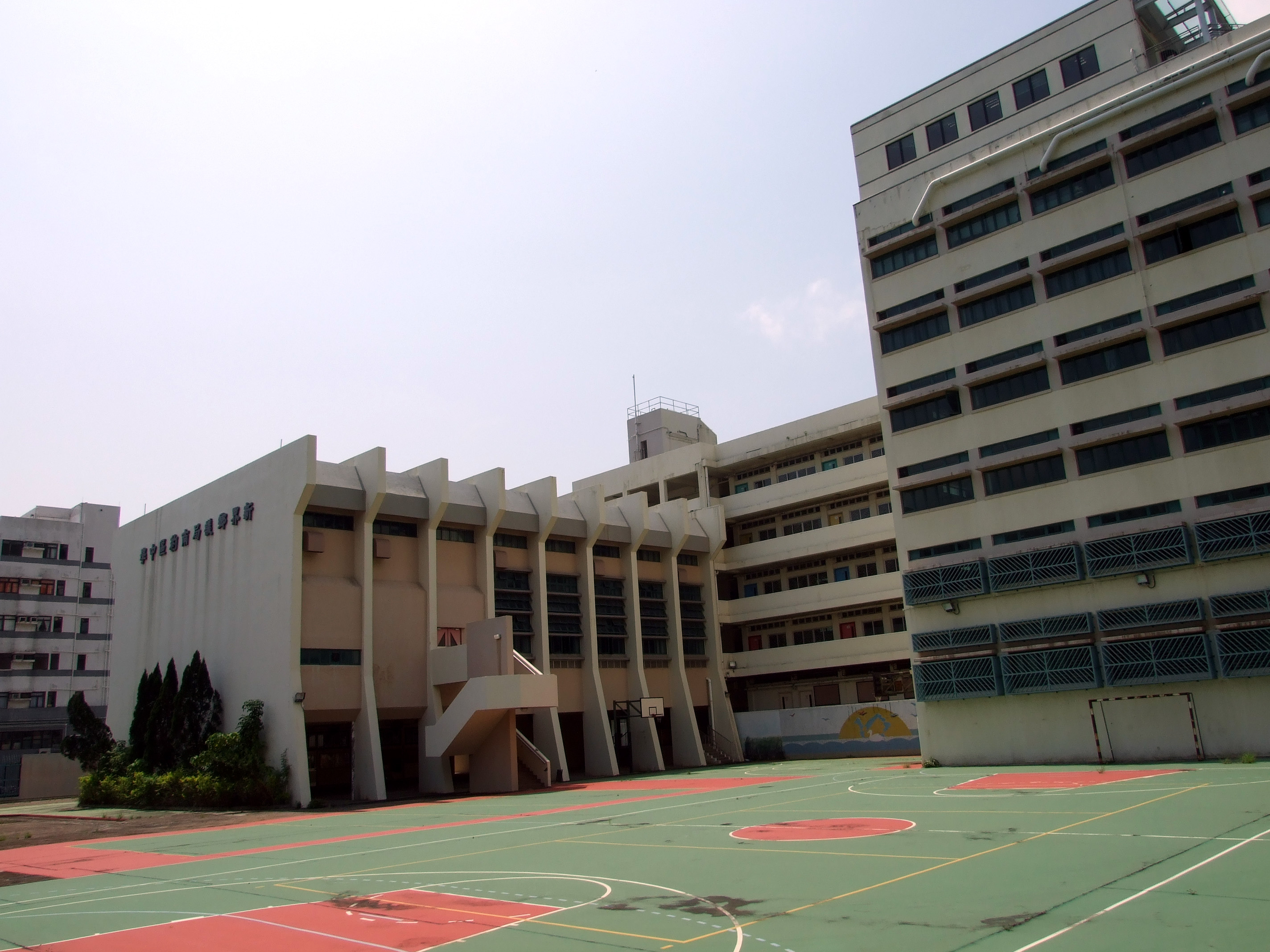
新界鄉議局南約區中學

## 外部連結
- 官方网站 （页面存档备份，存于）
- 鄉議局在新界都市化所扮演的角色